# Leonardo Cimino
Leonardo Cimino (4 de noviembre de 1917 - 3 de marzo de 2012) fue un actor de cine y televisión estadounidense nacido en Manhattan y de ascendencia italiana. Posiblemente, el papel más conocido de Cimino fue en V (1983), la miniserie original de la NBC, caracterizando a Abraham Bernstein. Cimino ha hecho apariciones como invitado en varias series de tv como Naked City, Kojak, The Equalizer y Law & Order (La ley y el orden).

## Filmografía

### Películas
| Año  | Título                             | Personaje                    | Notas                                                   |
| ---- | ---------------------------------- | ---------------------------- | ------------------------------------------------------- |
| 1961 | Mad Dog Coll                       | Wickles - Bar Owner          |                                                         |
| 1961 | The Young Savages                  | Sr. Rugiello                 | No acreditado                                           |
| 1964 | Quick, Let's Get Married           | Dr. Paoli                    |                                                         |
| 1969 | Stiletto                           | Allie Fargo                  | No acreditado                                           |
| 1970 | Cotton Comes to Harlem             | Tom                          |                                                         |
| 1972 | Come Back, Charleston Blue         | Frank Mago                   |                                                         |
| 1973 | Jeremy                             | Cello Teacher                |                                                         |
| 1975 | The Man in the Glass Booth         | Dr. Álvarez                  |                                                         |
| 1980 | Hide in Plain Sight                | Don Angelo Venucci           |                                                         |
| 1980 | Stardust Memories                  | Sandy's Analyst              |                                                         |
| 1982 | Amityville II: The Possession      | Canciller                    |                                                         |
| 1982 | Monsignor                          | el Papa                      |                                                         |
| 1984 | Dune                               | el doctor del Baron          |                                                         |
| 1987 | The Monster Squad                  | muchacho alemán asustado     |                                                         |
| 1987 | Moonstruck                         | Felix                        |                                                         |
| 1988 | The Seventh Sign                   | Head Cardinal                |                                                         |
| 1989 | Penn & Teller Get Killed           | Ernesto                      |                                                         |
| 1990 | Q&A                                | Nick Petrone                 |                                                         |
| 1990 | The Freshman                       | Lorenzo                      |                                                         |
| 1991 | Hudson Hawk                        | Cardinal                     |                                                         |
| 1993 | Claude                             | Daddy V.J.                   |                                                         |
| 1993 | Household Saints                   | Mario, contador de historias |                                                         |
| 1995 | Waterworld                         | Elder                        |                                                         |
| 1999 | Cradle Will Rock                   | VTA - hombre en línea        |                                                         |
| 2001 | 18 Shades of Dust                  | Connie Broglio               |                                                         |
| 2001 | Hannibal                           | Sammie                       | (escenas borradas, disponible en entrega de home video) |
| 2001 | Made                               | Leo                          |                                                         |
| 2007 | Before the Devil Knows You're Dead | William                      | Papel de película final                                 |

### Televisión
- V: la miniserie original (1983)
- Trusting Beatrice (1993)

| Año  | Título                                  | Personaje          | Notas                       |
| ---- | --------------------------------------- | ------------------ | --------------------------- |
| 1949 | The Big Story                           | Tyler              | 1 episodio                  |
| 1958 | Armstrong Circle Theatre                |                    | 1 episodio                  |
| 1958 | Naked City                              | Shellshock         | 1 episodio                  |
| 1959 | The Phil Silvers Show                   | Bandido #3         | 1 episodio                  |
| 1959 | The DuPont Show of the Month            |                    | 1 episodio                  |
| 1959 | Brenner                                 | Sr. Jackson        | 1 episodio                  |
| 1960 | Armstrong Circle Theatre                | Joe March          | 1 episodio                  |
| 1960 | The Witness                             |                    | 1 episodio                  |
| 1960 | The DuPont Show of the Month            |                    | 1 episodio                  |
| 1960 | Naked City                              | Johnny             | 1 episodio                  |
| 1961 | Give Us Barabbas!                       | Caleb              | Película de televisión      |
| 1961 | The Power and the Glory                 |                    | Película de televisión      |
| 1961 | Way Out                                 | Asesino nocturno   | 1 episodio                  |
| 1961 | Route 66                                | Vendedor           | 1 episodio                  |
| 1961 | Naked City                              | Miklos Konya       | 1 episodio                  |
| 1961 | Naked City                              | Julio Varraco      | 1 episodio                  |
| 1962 | Naked City                              | Alberto Russo      | 1 episodio                  |
| 1963 | Naked City                              | Sid Kitka          | 1 episodio                  |
| 1963 | The Defenders                           | Ralph Kinderman    | 1 episodio                  |
| 1965 | For the People                          | LeBlanc            | 1 episodio                  |
| 1966 | ABC Stage 67                            | Dino               | 1 episodio                  |
| 1973 | Honor Thy Father                        | Sam DeCavalcante   | Película de televisión      |
| 1974 | Kojak                                   | Ruby Kabelsky      | 2 episodios                 |
| 1976 | Kojak                                   | Cordick            | 1 episodio                  |
| 1976 | Arthur Hailey's the Moneychangers       | Ben Rosselli       | miniserie, 1 de 4 episodios |
| 1980 | A Time for Miracles                     | Sacerdote italiano | Película de televisión      |
| 1980 | Rappaccini's Daughter                   | Rappaccini         | Película de televisión      |
| 1981 | Ryan's Hope                             | Alexei Vartova     | 10 episodios                |
| 1983 | V (1983 miniseries)                     | Abraham Bernstein  | miniserie, 2 de 2 episodios |
| 1983 | Cocaine and Blue Eyes                   | Orestes Anatole    | Película de televisión      |
| 1983 | Will There Really Be a Morning?         | Adolph Zukor       | Película de televisión      |
| 1984 | One Life to Live                        | Antonescu          | 1 episodio                  |
| 1986 | The Equalizer                           | Thomas Marley Sr   | 1 episodio                  |
| 1989 | The Equalizer                           | Doctor Molinari    | 2 episodios                 |
| 1989 | The Days and Nights of Molly Dodd       | Orambello Johnson  | 1 episodio                  |
| 1991 | Dead and Alive: The Race for Gus Farace | Zambetti           | Película de televisión      |
| 1994 | M.A.N.T.I.S.                            | Benny Cruikshank   | 1 episodio                  |
| 1996 | Law & Order                             | Costello           | 1 episodio                  |
| 1997 | The Hunger                              | Nero               | 1 episodio                  |
| 1998 | Witness to the Mob                      | Neil Dellacroce    | Película de televisión      |
| 2000 | Law & Order                             | Tommy Valducci     | 1 episodio                  |